# Edwin Berchtold
Edwin Berchtold (* 4. September 1892 in Winterthur; † 3. März 1977 in Balgach) war ein Schweizer Geodät und von 1928 bis 1962 Konstrukteur von geodätischen und photogrammetrischen Instrumenten bei der Firma Wild Heerbrugg.

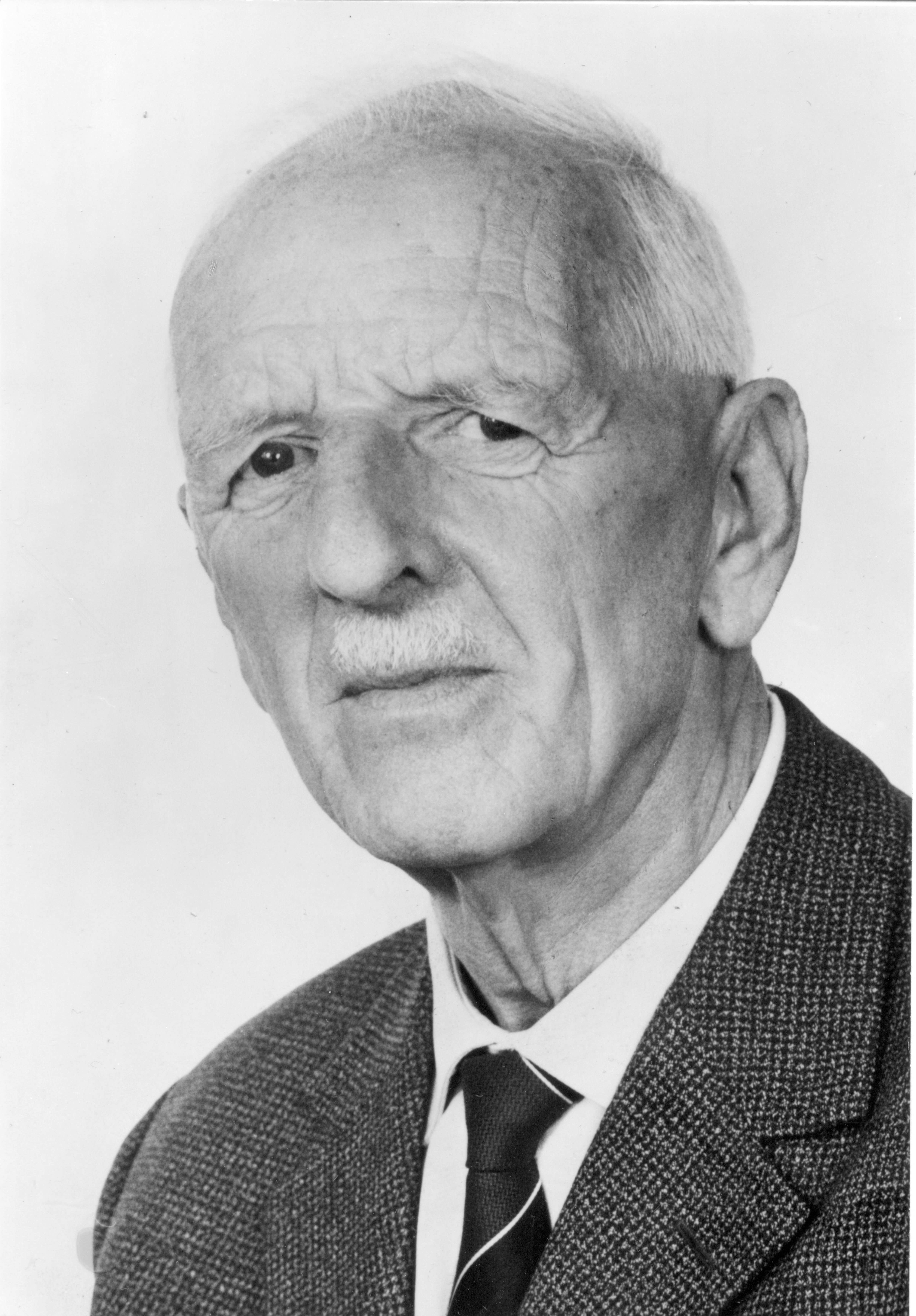
Edwin Berchtold, Foto Leica Geosystems Heerbrugg AG

## Leben
Edwin Berchtold wurde als Sohn des Juristen Jakob Berchtold und der Louise Freimann in Winterthur geboren. Als er zwei Jahre alt war, zog die Familie nach Goldbach, dann nach Zürich und 1898 nach Küsnacht, wo er die Primarschule besuchte. Es folgte die Industrieschule in Zürich (heute Kantonsschule Enge, Gymnasium) mit dem Maturaabschluss 1912, anschliessend das Studium an der ETH Zürich mit dem Diplom als Vermessungsingenieur 1917, häufig unterbrochen durch Rekruten- und Offiziersschule sowie Aktivdienst.
1917 heiratete er Frida Scheller und gründete mit ihr eine Familie, zu der später zwei Töchter und ein Sohn gehörten. Sein Sohn, Edwin Berchtold jun., blieb in den Fussstapfen seines Vaters und übernahm 1955 das Vermessungsbüro von Robert Helbling, dem Mitbegründer von Wild Heerbrugg, in Flums und führte es mit Bauingenieur Ernst Locher bis 1980 in Glarus weiter.
1928 wurde Berchtold von der Firma Wild Heerbrugg angestellt, verlegte den Wohnsitz der Familie ins St. Galler Rheintal und erstellte 1930 in Balgach ein eigenes Haus. Als Mitarbeiter der Firma brachte es Berchtold bis zum Abteilungsleiter und Vizedirektor. Auch nach seiner Pensionierung Ende 1962 stand Berchtold der Firma Wild mit seiner langen Erfahrung bei Bedarf immer wieder zur Verfügung. Zudem war er in regionalen Musikvereinen aktiv. Am 3. März 1977 verstarb Edwin Berchtold unerwartet nach kurzer Krankheit im 85. Altersjahr.

## Berufliche Grundlage
Der berufliche Start 1918 kurz nach dem Ersten Weltkrieg war nicht einfach. Erste Arbeiten waren Messtischaufnahmen 1:10'000 für Drainageprojekte und Entwässerungskanäle beim Zürcher kantonalen Kulturingenieur. Es folgten Messtischaufnahmen für eine schweizerische Baufirma in den Pyrenäen, verbunden mit dem Erwerb der spanischen Sprachkenntnisse. Für die Eidgenössische Landestopographie (heute Bundesamt für Landestopografie swisstopo) konnte er unter der Leitung von Hans Zölly verschiedene Präzisionsnivellemente für das Eidg. Landesnivellement ausführen. Ab Sommer 1921 wurde er Assistent bei Fritz Baeschlin an der ETH Zürich u. a. mit der Aufgabe der Betreuung der geodätischen Instrumente des Instituts für Geodäsie und Photogrammetrie IGP ETHZ.
Von 1922 bis 1924 war Edwin Berchtold als Astro-Geodät und Mitglied einer 13-köpfigen Expertenkommission des Bundesrates zur Bereinigung strittiger Grenzfragen zwischen Kolumbien und Venezuela vor Ort eingesetzt. Von 1925 bis 1926 erledigte er Triangulationsarbeiten für eine englische Petroleumgesellschaft in Venezuela. Nach der Rückkehr engagierte Robert Helbling, einer der drei Gründer der Firma Wild Heerbrugg, Edwin Berchtold für photogrammetrische Aufnahmen im Rahmen des Bahnprojekts Fevzipaşa–Diyarbakır in der Türkei. Ab Ende 1927 wurden die dabei entstandenen rund 4000 terrestrischen Aufnahmen mit dem Wild-Autographen A2 in Flums zu Projektgrundlageplänen 1:2000 verarbeitet.

## Vom Anwender zum Konstrukteur von Instrumenten

Edwin Berchtold am Universaltheodolit Wild T4, Foto Leica Geosystems Heerbrugg AG

Anfang 1928 erhielt Berchtold die Anfrage zum Wechsel zur Firma «Verkaufsaktiengesellschaft Heinrich Wilds Geodätische Instrumente» (später Wild Heerbrugg, heute Leica Geosystems als Teil der Hexagon Gruppe). Helbling war dort Verwaltungsrat. Direktor Albert Schmidheini suchte einen Fachmann, der mit Vermessungsinstrumenten umgehen konnte. Die Aufgabe bestand vorerst in der Prüfung der Instrumente, der Bearbeitung der Kundenkorrespondenz in deutscher, französischer, englischer und spanischer Sprache und der Erstellung von Werbeprospekten und Gebrauchsanleitungen für die verschiedenen Instrumente, etwas später auch der Justierung der photogrammetrischen Auswertegeräte. Die konstruktive Entwicklung erfolgte zu dieser Zeit noch unter der direkten Leitung von Heinrich Wild.
Nach dem Ausscheiden von Heinrich Wild 1931 lag die Verantwortung für die Entwicklung neuer geodätischer und photogrammetrischer Instrumente von Wild Heerbrugg bei Berchtold. So entstanden der Theodolit T1, der Bussolentheodolit T0, der grosse Universaltheodolit T4, der Skalentheodolit T16, die Diagrammtachymeter RDS und RDH, die Kippregel RK1 mit Selbstreduktion und das Präzisionsnivellier N3.

WILD Autograph A5 (photogrammetrisches Auswertegerät), Foto Leica Geosystems Heerbrugg AG

Zusammen mit dem Konstrukteur Albert Graf wurden im Fachbereich Photogrammetrie der Autograph A5 auf der Basis eines Patentes von Heinrich Wild, der Polizeiautograph A4, der Autograph A6 und die Stereokamera C12 entwickelt. Der A6 basierte auf dem US-Patent 2,253,677 «Stereophographical Plotting Apparatus» vom 19. Juni 1938 von Edwin Berchtold. Berchtold führte auch viele Installationen und Instruktionen des Bedienungspersonals für Wild-Autographen in aller Welt aus.
Auf Grund des starken Marktwachstums in der Nachkriegszeit wurden die beiden Abteilungen Geodäsie und Photogrammetrie von Wild Heerbrugg 1948 getrennt. Die Geodäsie blieb bei Berchtold und die Photogrammetrie wurde von Hugo Kasper übernommen. Berchtold trug mit der Leitung der wissenschaftlichen Abteilung Geodäsie einen grossen Anteil zum raschen Wachstum dieses Produktebereiches bei.
Ende 1962, nach Überschreitung des 70. Altersjahres und nach fast 35 Dienstjahren bei Wild Heerbrugg, ging Vizedirektor Edwin Berchtold sen. in Pension.

## Publikationen
- Der Wild-Autograph. In: Schweizerische Zeitschrift für Vermessungswesen und Kulturtechnik. 27. Jg., Nr. 2, 12. März 1929, doi:10.5169/seals-191419#65, S. 49–59 (archiviert in E-Periodica der ETH Zürich).
- Der Wild-Repetitionstheodolit T1. In: Schweizerische Zeitschrift für Vermessungswesen und Kulturtechnik. 32. Jg., Nr. 12, 11. Dezember 1934, doi:10.5169/seals-194703#342, S. 279–287 (archiviert in E-Periodica der ETH Zürich).
- Die Wild’sche Kreisablesung an modernen Theodoliten. In: Österreichische Zeitschrift für Vermessungswesen. 34. Jg., Nr. 3, 1936, S. 57–59 (PDF; 586 kB).
- Eine interessante Neuerung am Wild-Repetitions-Theodolit T1. In: Schweizerische Zeitschrift für Vermessung, Kulturtechnik und Photogrammetrie. 57. Jg., Nr. 7, 15. Juli 1959, S. 255–256 (archiviert in E-Periodica der ETH Zürich).